# Pelarco
Pelarco este un târg și comună din provincia Talca, regiunea Maule, Chile, cu o populație de 7.632 locuitori (2012) și o suprafață de 331,5 km2.